# Сельское поселение Черновка (Кинель-Черкасский район)
Сельское поселение Черновка — муниципальное образование в Кинель-Черкасском районе Самарской области.
Административный центр — село Черновка.

## Административное устройство
В состав сельского поселения Черновка входят:
- посёлок Первомайский,
- село Черновка.

Ранее входили Новая Деревня, пос. Берёзовый Курган, упразднённые в 1992 году.

## Население
| 2010  | 2012  | 2013  | 2014  | 2015  | 2016  | 2017  |
| ----- | ----- | ----- | ----- | ----- | ----- | ----- |
| 1675  | ↗1678 | ↗1692 | ↘1649 | ↘1600 | ↘1595 | ↘1549 |
| 2018  | 2019  | 2020  | 2021  |       |       |       |
| ↘1523 | ↘1481 | ↘1475 | ↘1392 |       |       |       |